# Кленове (зупинний пункт)
Клено́ве — пасажирський залізничний зупинний пункт Дніпровської дирекції залізничних перевезень Придніпровської залізниці на двоколійній електрифікованій лінії Лозова — Павлоград I між станціями Лозова (15,2 км) та Самійлівка (9,3 км). Розташований за 1 км від однойменного села Лозівського району Харківської області.

## Історія
13 липня 2023 року зупинний пункт Платформа 943 км перейменований в Кленове. Назву отримав від однойменного села, біля якого розташований.

## Пасажирське сполучення
На зупинному пункті Кленове зупиняються приміські електропоїзди у Лозівському та Синельниківському напрямках.